# Argyll and Bute
Argyll i Bute (gaèlic escocès Earra-Ghaidheal agus Bòd) és una de les 32 àrees comtals unitàries d'Escòcia creades el 1997. Ocupa bona part de l'antiga regió de Strathclyde, i aplega els antics comtats d'Argyll i Bute i part del de Dumbartonshire. Limita amb les noves àrees de Highlands, Perth i Kinross, Stirling i West Dunbartonshire.

## Ciutats i viles
- Achahoish Airdeny Appin Ardbeg, Ardbeg Arden Ardfern Aldochlay Ardlui Ardmay Ardpeaton Ardrishaig Arduaine Arrochar
- Barcaldine Bellochantuy Benderloch Blairglas Bonawe Bowmore
- Cairndow Cardross Carradale Clachan Cairnbaan Campbeltown Cladich Clynder Colgrain Colintraive Connel Coulport Cove Craigendoran Craighouse Craignure Craobh Haven Crarae Crinan
- Dalavich Dalmally Druimdrishaig Drumlemble Duchlage Dunbeg Dunoon
- Edentaggart
- Faslane Port Ford Furnace
- Garelochhead Geilston Glenbarr Glenmallan Grogport
- Helensburgh
- Innellan Inveraray Inverbeg Inveruglas
- Kames Keillmore Kilberry Kilchenzie Kilcreggan Kilmadan Kilmartin Kilmore Kilmun Kilninver Kilmelford
- Lochawe Lochgair Lochgilphead Lochgoilhead Luss
- Machrihanish Millhouse Minard Muasdale
- Oban Ormsary Otter Ferry
- Peninver Portavadie Port Askaig Port Bannatyne Port Charlotte Port Ellen Portincaple Portnahaven Portkil
- Rahane Rhu Rosneath Rothesay
- Saddell Salen Sandbank Shandon Skipness Southend Stewarton Strachur Succoth
- Tarbert Tarbet Tayinloan Taynuilt Tayvallich Tighnabruaich Tobermory Torinturk Toward
- Whistlefield Whitehouse.

## Llocs d'interès
- Ben Cruachan
- Castell de Carrick
- Castell de Kilchurn
- Castell de Lachlan
- Castell Stalker
- Castell de Sween
- Cova de Fingal
- Fincharn Castle
- Gare Loch
- Jardí Botànic de Benmore
- Kilmartin Glen
- Loch Lomond i Parc Nacional de Trossachs
- Parc Forestal d'Argyll
- St Conan's Kirk

## Illes
| - Bute - Cara - Coll - Colonsay - Davaar - Fladda - Gigha - Glunimore - Gometra - Gunna | - Inchmarnock - Iona - Islay - Jura - Kerrera - Lismore - Luing - Lunga - Mull - Sanda | - Scarba - Seil - Sheep Island - Shuna - Soa - Staffa - Texa - Tiree - Ulva |